# لبایا
لبایا (به عربی: لبايا) یک منطقهٔ مسکونی در لبنان است که در شهرستان بقاع غربی واقع شده‌است.